# Robinson (Illinois)
Robinson es una ciudad ubicada en el condado de Crawford en el estado estadounidense de Illinois. En el Censo de 2010 tenía una población de 7713 habitantes y una densidad poblacional de 620,55 personas por km².

## Geografía
Robinson se encuentra ubicada en las coordenadas 39°0′31″N 87°44′0″O / 39.00861, -87.73333. Según la Oficina del Censo de los Estados Unidos, Robinson tiene una superficie total de 12,43 km², de la cual 12,27 km² corresponden a tierra firme y (1,31%) 0,16 km² es agua.

## Demografía
Según el censo de 2010, había 7713 personas residiendo en Robinson. La densidad de población era de 620,55 hab./km². De los 7713 habitantes, Robinson estaba compuesto por el 84,7% blancos, el 11,37% eran afroamericanos, el 0,14% eran amerindios, el 0,75% eran asiáticos, el 0,01% eran isleños del Pacífico, el 1,69% eran de otras razas y el 1,34% pertenecían a dos o más razas. Del total de la población el 3,55% eran hispanos o latinos de cualquier raza.